# Casa del Mirador (el Port de la Selva)
La Casa del Mirador és una obra del Port de la Selva (Alt Empordà) inclosa a l'Inventari del Patrimoni Arquitectònic de Catalunya. Situada dins del nucli urbà de la població del Port de la Selva, a la banda de tramuntana del terme, delimitada entre els carrers del Mirador i del Vent de Garbí, al cim del planell del puig del Mirador.

## Descripció
Casa unifamiliar exempta amb jardí enlairada damunt del nucli de la vila del Port de la Selva, amb una gran panoràmica sobre la badia del Port. L'edifici s'adapta als desnivells del terreny, cosa que li proporciona una planta irregular formada per diversos volums cúbics i rectangulars, amb les cobertes planes i organitzats en una sola planta. Davant la façana principal hi ha un ampli pòrtic sostingut per dues columnes. La zona d'ús diürn està situada a la banda de tramuntana de la construcció i es caracteritza per grans obertures rectangulars que donen transparència i llum a l'interior. La zona de dormitoris, situada a la banda de migdia, és més compacta i presenta petites finestres rectangulars. L'espai intermedi, destinat a menjador, separa els dos sectors creant un eix transversal. Les obertures d'aquest dos últims sectors presenten persianes de lamel·les blanques.
La construcció està arrebossada i emblanquinada.

## Història
Casa bastida el 1979 per l'arquitecte Ferran Galí.